# Ostoja Magurska
Ostoja Magurska este o arie protejată (sit de importanță comunitară — SCI) din Polonia întinsă pe o suprafață de 20.104,73 ha, integral pe uscat.

## Localizare
Centrul sitului Ostoja Magurska este situat la coordonatele 49°31′42″N 21°30′26″E / 49.5284°N 21.5073°E.

## Înființare
Situl Ostoja Magurska a fost declarat sit de importanță comunitară în aprilie 2004 pentru a proteja 3 specii de plante și 26 de specii de animale.

## Biodiversitate
Situată în ecoregiunile alpină și continentală, aria protejată conține 15 habitate naturale: Râuri de munte și vegetația erbacee de pe malurile acestora, Râuri de munte și vegetația lor lemnoasă cu Myricaria germanica, Râuri de munte și vegetația lor lemnoasă cu Salix elaeagnos, Formațiuni ierboase bogate în specii de Nardus, dezvoltate pe substraturi silicioase în zone montane (și în zone submontane, în Europa continentală), Liziere de ierburi înalte hidrofile de câmpie și de nivel montan până la alpin, Fânețe de joasă altitudine (Alopecurus pratensis, Sanguisorba officinalis), Fânețe montane, Mlaștini alcaline, Peșteri inaccesibile publicului, Păduri de fag Luzulo-Fagetum, Păduri de fag Asperulo-Fagetum, Păduri de stejar și carpen Galio-Carpinetum, Păduri pe pante, grohotișuri și ravene de Tilio-Acerion, Păduri aluvionare cu Alnus glutinosa și Fraxinus excelsior (Alno-Padion, Alnion incanae, Salicion albae), Păduri acidofile de Picea de la nivel montan la nivel alpin (Vaccinio-Piceetea).
La baza desemnării sitului se află mai multe specii protejate:
- plante (3): turiță (Agrimonia pilosa), Buxbaumia viridis, mușchi (Dicranum viride)
- amfibieni (3): izvoraș-cu-burta-galbenă (Bombina variegata), triton cu creastă (Triturus cristatus), Triturus montandoni
- mamifere (10): liliac cârn (Barbastella barbastellus), lupul (Canis lupus), castor (Castor fiber), vidră de râu (Lutra lutra), râs eurasiatic (Lynx lynx), liliac cu urechi mari (Myotis bechsteinii), liliac cărămiziu (Myotis emarginatus), liliac comun (Myotis myotis), liliacul mic cu potcoavă (Rhinolophus hipposideros), urs brun (Ursus arctos)
- nevertebrate (10): Carabus variolosus, Cucujus cinnaberinus, Euplagia quadripunctaria, fluturele purpuriu (Lycaena dispar), Osmoderma eremita, Phengaris nausithous, Phengaris teleius, gândacul de apă (Rhysodes sulcatus), Rosalia alpina, Vertigo angustior
- pești (3): Barbus carpathicus, zglăvoacă (Cottus gobio), somonul (Salmo salar)